# دیگران (فیلم ۲۰۰۱)
دیگران (به انگلیسی: The Others) فیلمی گوتیک ترسناک آمریکایی-اسپانیایی محصول سال ۲۰۰۱، به کارگردانی و نویسندگی آلخاندرو آمنابار با بازی نیکول کیدمن است. این فیلم ۸ جایزهٔ گویا، که شامل بهترین فیلم و بهترین کارگردانی می‌شود، برده‌است. این فیلم اولین فیلم انگلیسی‌زبانی است که برندهٔ جایزهٔ بهترین فیلم گویا شده‌است، بدون آن‌که حتی یک کلمه اسپانیایی در آن صحبت شده باشد.

## داستان
صحنهٔ فیلم، روزهای پایانیِ جنگ جهانی دوم است. گریس استورات (نیکول کیدمن)، یک مادر کاتولیک است که به‌همراه دو فرزند کوچکش در یک خانهٔ پرت زندگی می‌کند. بچه‌ها، آن (آلاکینا مان) و نیکولاس (جیمز بنتلی)، یک نوع بیماری نادر حساسیت به نور دارند؛ بنابراین، زندگی آن‌ها با یک‌سری قوانین عجیب و پیچیده که برای محافظت آن‌ها از اشعهٔ آفتاب در نظر گرفته شده، عجین شده‌است.
همزمان با ورود سه خدمتکار جدید به خانه (خانم برتا میلز (فیونولا فلانگان)، یک باغبان به نام آقای ادموند توتل (اریک سایکس) و یک دختر لال جوان به نام لیدیا (الین کاسیدی)) یک‌سری حوادث عجیب رخ می‌دهد و گریس کم‌کم پی می‌برد که آن‌ها تنها نیستند و از این موضوع می‌ترسد. آن، نقاشی‌ای از ۴ نفر ــ یک مرد، یک زن، یک پسربچه به نام ویکتور و یک پیرزن ترسناک ــ می‌کشد که می‌گوید آن‌ها را در خانه دیده‌است. صدای یک پیانو از داخل یک اتاق قفل‌شده، شنیده می‌شود؛ درحالی‌که هیچ‌کس داخل اتاق نیست. هر بار که گریس به اتاق وارد یا از آن خارج می‌شود، در بسته می‌شود. هنگامی که سعی می‌کند دلیل آن را بفهمد، در محکم به او می‌خورد و او را به کف زمین می‌اندازد. گریس سعی می‌کند با یک تفنگ به مبارزه با مزاحمان (دیگران) برود، اما نمی‌تواند آن‌ها را پیدا کند. او دخترش را برای حرف‌های مزخرفش دربارهٔ ارواح سرزنش می‌کند تا اینکه خود هم با آن‌ها مواجه می‌شود. او متقاعد می‌شود که چیزی شوم در خانه وجود دارد؛ ازاین‌رو در یک‌هوای مه‌آلود، برای رفتن پیش کشیش و درخواست برای دعا، از خانه بیرون می‌رود. در این ضمن، خدمتکاران که توسط خانم میلز رهبری می‌شوند، کارهایی انجام می‌دهند. باغبان سه سنگ قبر را زیر برگ‌های پاییزی دفن می‌کند و خانم میلز به حرف‌های آن که علیه مادرش سخن می‌گوید، گوش می‌دهد.
در جنگل، گریس در مه غلیط راه را گم می‌کند. اما به‌طور معجزه‌آسایی همسرش چارلز (کریستوفر اکلستون) را، که فکر می‌کرد در جنگ کشته شده، می‌یابد و او را به خانه می‌برد. چارلز در طول یک روز حضورش در خانه بسیار سرد و غیرصمیمی است و خانم میلز به آقای توتل می‌گوید: "من فکر نمی‌کنم او بداند که کجاست". گریس بعداً پیرزنی را که در نقاشی آن دیده‌بود را در لباس دخترش می‌بیند و می‌گوید: "تو دختر من نیستی!"، و به او حمله می‌کند. اما متوجه می‌شود که او در واقع به دخترش حمله کرده‌است. آن، بعد از این اتفاق نمی‌خواهد کنار مادرش باشد، درحالی‌که گریس سوگند می‌خورَد که او پیرزنی را دیده‌است. خانم میلز به آن می‌گوید که او هم افرادی را دیده‌است؛ اما آن‌ها نمی‌توانند به مادرش بگویند. چون گریس چیزی را که برای آن آماده نیست نخواهد پذیرفت. چارلز وقتی که دربارهٔ رفتار مادرش با او صحبت می‌کند متحیر و گیج می‌شود. چارلز می‌گوید که باید خانه را ترک کند تا به جبهه برود، و دوباره ناپدید می‌شود. بعد از آن‌که چارلز خانه را ترک می‌کند، آن بازهم چیزهایی را می‌بیند؛ مثلاً خانوادهٔ ویکتور و پیرزن را. خانم میلز به گریس می‌گوید که "برخی اوقات جهان مردگان با جهان زنده‌ها درهم می‌آمیزد". دو زن همچنین کتابی از مرده‌ها را می‌یابند که چهره‌هایی مرده را نشان می‌دهد که در قرن نوزدهم گرفته شده‌است.

یک روز صبح، گریس جیغ بچه‌ها را می‌شنود: همهٔ پرده‌های خانه ناپدید شده‌اند. وقتی که خدمتکاران قبول نمی‌کنند که به‌دنبال پرده‌ها بگردند، گریس متوجه می‌شود که آن‌ها هم در این ماجرا درگیرند. بچه‌ها را از نور پنهان ساخته و خدمتکاران را اخراج می‌کند.

آن شب، آن و نیکولاس برای یافتن پدرشان دزدکی از خانه بیرون می‌روند و اتفاقاً به قبرهای پنهان‌شده برخورد می‌کنند. آن‌ها متوجه می‌شوند که آن سنگ قبرها متعلق به خدمتکاران هستند. در همان زمان، گریس به‌سمت اقامتگاه خدمتکاران می‌رود و عکسی از کتاب مرده‌ها پیدا می‌کند و وقتی که متوجه می‌شود آن‌ها متعلق به همان سه خدمتکار هستند، وحشت‌زده می‌شود. خدمتکاران ظاهر می‌شوند و برای گرفتن بچه‌ها به دنبالشان می‌روند که همین موضوع باعث برگشتن بچه‌ها به خانه می‌شود. درحالی‌که گریس با تفنگ سعی می‌کند خدمتکاران را به عقب براند، بچه‌ها به طبقهٔ بالا می‌روند و در آنجا پنهان می‌شوند. اما توسط پیرزنِ عجیب پیدا می‌شوند. در طبقهٔ پایین، خدمتکاران با گریس صحبت می‌کنند و به او می‌گویند که آن‌ها باید یاد بگیرند که با هم زندگی کنند. گریس کم‌کم متوجه می‌شود که منظور آن‌ها چیست. در طبقهٔ بالا، آن و نیکولاس متوجه می‌شوند که پیرزن به احضار ارواح نزد پدر و مادر ویکتور می‌پردازد. همینجاست که آن‌ها متوجه حقیقت تلخی می‌شوند: پیرزن، آن شخصی نیست که روح است! روح‌ها، آن، نیکولاس و مادرشان هستند. گریس کنترلش را ازدست می‌دهد و به حاضران حمله می‌کند.

در صحنهٔ بعد، گریس به‌همراه فرزندانش در آغوشش نشسته‌است.
حقیقت در نهایت برای گریس و بینندگان آشکار می‌شود. او آنچه را قبل از آمدن خدمتکاران اتفاق افتاده به خاطر می‌آورد. او بر اثر از دست دادن شوهرش دیوانه می‌شود و دو فرزندش را با بالش خفه می‌کند و بعد از آگاه شدن از کاری که کرده، به خودش شلیک می‌کند و خود را نیز می‌کشد. وقتی که متوجه می‌شود، فکر می‌کند که خداوند به خانوادهٔ او معجزه‌ای عطا کرده‌است. گریس و فرزندانش می‌فهمند که چارلز هم مرده‌است، اما از این حقیقت خبری ندارند. خانم میلز ظاهر می‌شود و به گریس خبر می‌دهد که آن‌ها یاد خواهند گرفت که به انسان‌های زنده‌ای که در خانه ساکن‌اند توجهی نکنند. بیرونِ خانه، خانوادهٔ ویکتور، که از خانهٔ شبح‌زده ناراضی‌اند، از آنجا می‌روند. از پنجره، گریس و بچه‌هایش آن‌ها را نگاه می‌کنند. با وجود نفرت پیشینِ گریس از خانه، بیان می‌کند که «هیچ‌کس نمی‌تواند ما را مجبور به ترک این خانه کند»، و با فرزندانش ناپدید می‌شوند.

## فروش گیشه‌ای
دیگران در اوت ۲۰۰۱ در ۱۶۷۸ سالن نمایش در آمریکا و کانادا اکران شد و ۱۴ میلیون دلار در هفتهٔ نخست به‌دست‌آورد و در ردهٔ چهارمین فروش گیشه‌ای قرار گرفت. برای ۳ هفتهٔ دیگر نیز در ردهٔ چهارم باقی ماند و در سالن‌های نمایشِ دیگری نیز نمایش داده شد. در سپتامبر، دومین فیلم گیشه شد و ۵ میلیون دلارِ دیگر به‌دست‌آورد. این فیلم، که ۱۷ میلیون دلار برای تولید آن هزینه شده بود، ۹۶٫۵ میلیون دلار در آمریکا و کانادا، و ۱۱۳٫۴ میلیون دلار در کشورهای دیگر، و در مجموع در سطح جهان ۲۰۹٫۹ میلیون دلار فروش داشته‌است.